# Теприново
Теприново — упразднённое село в Антроповском районе Костромской области России.

## География
Урочище находится в центральной части Костромской области, в подзоне южной тайги, на левом берегу реки Теприновки (правый приток реки Шачи), к западу от автодороги 34Н-31, на расстоянии приблизительно 31 километра (по прямой) к юго-юго-западу от посёлка Антропово, административного центра района. Абсолютная высота — 142 метра над уровнем моря.

### Климат
Климат характеризуется как умеренно континентальный, с продолжительной холодной многоснежной зимой и коротким сравнительно тёплым летом. Среднегодовая температура воздуха — 2,5 °C. Средняя температура воздуха самого холодного месяца (января) — −12,6 °C (абсолютный минимум — −38 °C); самого тёплого месяца (июля) — 18,2 °C (абсолютный максимум — 36 °С). Годовое количество атмосферных осадков — 500—550 мм, из которых большая часть выпадает в тёплый период.

## История
В «Списке населенных мест Костромской губернии по сведениям 1870-72 годов» населённый пункт упомянут как село Макарьевского уезда, расположенное при речке Теприновке, в 90 верстах от уездного города. В Тепринове насчитывалось 4 двора и проживало 19 человек (10 мужчин и 9 женщин).
В 1907 в селе, относившемуся к Кусской волости, имелось 3 двора и проживало 11 человек.
Упразднено не позднее 1981 года.

## Казанский храм
В селе действовала каменная четырёхпрестольная православная церковь с колокольней во имя Иконы Божией Матери Казанская (другое название — во имя святителя Николая), построенная в 1823 году. В 1863 году к приходу храма относилось 829 человек, проживавших в 15 окрестных селениях. До настоящего времени сохранилась лишь трёхъярусная колокольня в стиле классицизма.